# Ignazio Angeloni
Ignazio Angeloni (nacido el 24 de diciembre de 1953 en Milán) es un economista italiano. Forma parte del Consejo de Supervisión del Banco Central Europeo (BCE) desde marzo de 2014.

## Carrera
Anteriormente, fue director general de relaciones financieras internacionales en el Ministerio de Economía y Finanzas italiano (2005-2008), Subdirector general del Departamento de Estudios del BCE (1998-2005) y director del departamento de estudios y política monetaria de Banca d’Italia (1981-1998).
De 2008 a 2012 fue consejero del Comité ejecutivo para la integración financiera europea, estabilidad financiera y política monetaria en el BCE y miembro del think tank sobre economía internacional europeo Bruegel.

## Estudios
Angeloni se graduó en Economía en la Universidad Bocconi en 1977 y obtuvo un master en Economía (1979) y se doctoró en Economía por la Universidad de Pensilvania (1985). Está casado y tiene cuatro hijas.